# 莱塞蒂约
莱塞蒂约（法語：Les Étilleux，法語發音：[le.z‿etijø]）是法国厄尔-卢瓦省的一个市镇，属于诺让勒罗特鲁区。

## 地理
莱塞蒂约（48°14'0"N, 0°49'21"E）面积8.35 平方千米，位于法国中央-卢瓦尔河谷大区厄尔-卢瓦省，该省份为法国北部内陆省份，北起顺时针与厄尔省、伊夫林省、埃松省、卢瓦雷省、卢瓦-谢尔省、萨尔特省和奧恩省接壤。
与莱塞蒂约接壤的市镇（或旧市镇、城区）包括：苏昂塞欧佩什、瑟通、瓦勒欧佩什。
莱塞蒂约的时区为UTC+01:00、UTC+02:00（夏令时）。

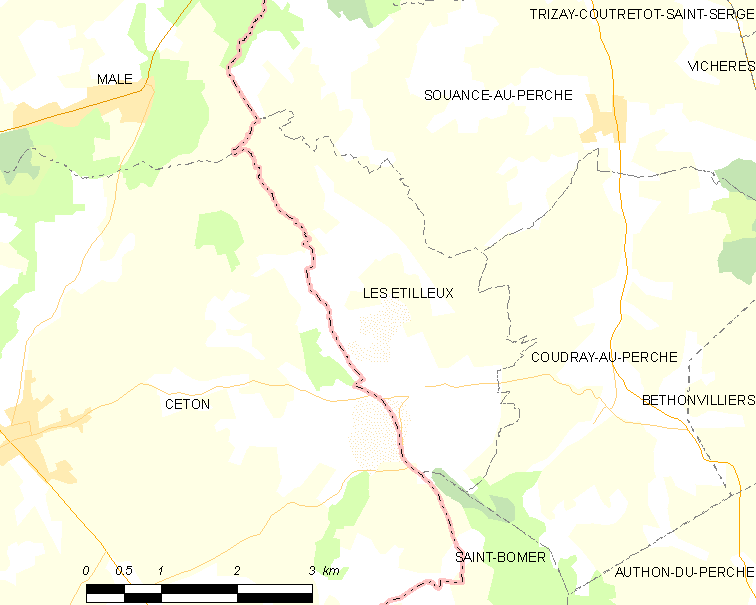
莱塞蒂约的OSM定位图

## 行政
莱塞蒂约的邮政编码为28330，INSEE市镇编码为28144。

## 政治
莱塞蒂约所属的省级选区为布鲁县。

## 人口

1962-2008年间莱塞蒂约人口变化图示

莱塞蒂约于2022年1月1日时的人口数量为194人。